# Тейке, Карл
Карл А́льберт Ге́рман Те́йке (нем. Carl Albert Hermann Teike; 5 февраля 1864, Альтдамм (ныне — часть Щецина) — 22 мая 1922, Ландсберг-на-Варте) — известный немецкий композитор, автор более 100 маршей и 20 других произведений, дирижёр, гобоист.

## Жизненный путь
Карл Тейке родился 5 февраля 1864 года в Альтдамме (нем. Altdamm, пол. Dąbie), пригороде Штеттина, в семье кузнеца. Он был четвёртым ребёнком в семье из 14 детей. Вскоре после его рождения семья переехала в другой пригород Штеттина, Цюльхов (нем. Züllchow, пол. Żelechowa). Свой музыкальный талант Тейке унаследовал от матери, которая хорошо и много пела. В возрасте 14 лет он начал учиться музыке у Пауля Бётхера (нем. Paul Böttcher), городского капельмейстера городка Волин, который постепенно познакомил его с различными музыкальными инструментами. Основным и любимым инструментом Тейке стала валторна. О рано проявившихся способностях Тейке говорит такой факт: уже на втором году обучения Бётхер взял юного Тейке на летний сезон в качестве артиста и солиста в оркестр приморского курорта Бад-Мисдрой, которым он руководил в течение 25 лет.
По окончании пятилетнего обучения, в 1883 году в возрасте 19 лет Тейке добровольно поступил на три года на военную службу в качестве музыканта оркестра 123-го (5-го Вюртембергского) гренадерского короля Карла полка, стоявшего в городе Ульм. Там он сразу проявил себя как отличный музыкант и вскоре стал гобоистом. В свободное от службы время Тейке играл в оркестре городского театра, что не было редкостью в то время. При благосклонном отношении к себе со стороны ротного командира капитана Рампахера и полкового капельмейстера Юлиуса Шрека (нем. Julius Schreck) Тейке стал готовиться к карьере военного капельмейстера, тем более, что здесь, в Ульме, у него стали проявляться способности к сочинению маршей, первый из которых был закончен в 1885 году. Однако в 1886 году Шрека на посту капельмейстера сменил некий Эльт (нем. Oelt), человек ограниченный и завистливый, который стал донимать Тейке мелкими формальными придирками. Устав от них и не чувствуя поддержки своей мечте и творчеству, Тейке не стал продлевать контракт на очередной срок и в 1889 году уволился с военной службы.
После увольнения с военной службы Тейке стал служить в полиции города Ульм и 12 ноября 1889 года женился на дочери своего домохозяина, Бабетте Лёзер (нем. Babette Löser). Но, видимо, тихая провинциальная жизнь Южной Германии не очень подходила для уроженца севера, и в 1895 году его рапорт о переводе удовлетворяется, и он переезжает с семьёй в Потсдам, где продолжает служить в полиции. Особенностью службы в Потсдаме было то, что здесь находилась резиденция прусского короля и германского императора, поэтому требования к полицейским были повышенными. Суровой зимой 1907 года Тейке простудился во время ночного дежурства и заболел пневмонией, от которой долго лечился. Когда в 1908 году стало ясно, что он по состоянию здоровья не сможет нести службу в прежнем объёме, он попросил освободить его от ночных дежурств, но ему ответили отказом и предложили уволиться. Несмотря на имевшуюся к тому времени некоторую известность, Тейке не удалось остаться в Потсдаме.
При содействии наследного принца Тейке удалось получить мелкую должность почтового служащего в городе Ландсберг-на-Варте, куда он переехал с семьёй в феврале 1909 года и где прожил остаток жизни. Несмотря на благожелательное отношение начальства, сослуживцев и новых знакомых к Тейке, разросшаяся к этому времени семья испытывала некоторые материальные затруднения. С началом первой мировой войны, в которой Тейке не принимал участия по возрасту, его, получившего к этому времени известность, стали приглашать в качестве приглашённого дирижёра на благотворительные концерты, исполняемые местными духовыми оркестрами. Это, в какой-то мере, помогло его семье пережить трудное военное и послевоенное время. В 1922 году последствия пневмонии дали себя знать, и 22 мая Тейке скончался. На похоронах Карла Тейке присутствовало несколько оркестров, исполнивших несколько его самых известных маршей.
В десятую годовщину смерти Тейке на его могиле был поставлен памятник, а в 75-летний юбилей со дня его рождения он был посмертно удостоен звания почётного гражданина города Ландсберг-на-Варте, с переименованием одной из площадей города в Carl-Teike-Platz.

## Творчество
Исследователи творчества Тейке условно делят его творческий путь на три периода: ульмский, потсдамский и ландсбергский.
Способности к сочинению музыки, а именно маршей, стали проявляться у Тейке в ульмский период, во время его службы военным музыкантом. За первым маршем Am Donaustrand («На берегу Дуная»), законченном в 1895 году, последовали другие, которые охотно копировались и исполнялись другими военными оркестрами Ульмского гарнизона. Для маршей этого периода характерна подчёркнуто мажорная, восторженная тональность, отражающая радостное восприятие жизни молодой творческой личностью. Апофеозом творческой активности в ульмский период стало создание марша «Alte Kameraden», речь о котором пойдёт ниже. После же увольнения с военной службы творческая активность резко спадает, и период 1890—1894 не отмечен сколько-нибудь заметными произведениями. Очевидно, Тейке относился к той категории творческих личностей, чьи креативные способности довольно сильно зависели от окружающей духовной и материальной среды.
Переехав в Потсдам, Тейке оказался в родной для него среде военной музыки, поскольку в Потсдаме стояли восемь гвардейских полков, чьи оркестры и капельмейстеры были одними из самых лучших в прусской армии. Повседневная жизнь того времени подразумевала, что любое передвижение по городу войск должно сопровождаться оркестром, не говоря уже о ежедневных разводах караулов. Если добавить к этому, что военные оркестры должны были ещё и исполнять музыку в городских садах и парках, то можно предположить, что Тейке доводилось слышать музыку по нескольку раз в день. Всё это, естественно, не могло не способствовать пробуждению творческой активности, и именно потсдамский период считается самым продуктивным в его жизни. К тому же, здесь, в Потсдаме, Тейке встретился с теми явлениями жизни, которые послужили дополнительными источниками его мотивации. Это и близость императорско-королевского двора, представителям которого он, как искренний верноподданный, посвятил несколько маршей; и первые попытки покорить небо и добиться успехов в спорте, к чему он, по сведению близко знавших его людей, проявлял отнюдь не дежурный интерес. К тому же, он хочет выйти за рамки одной формы музыкального произведения, и пробует свои силы в области танца. С присущей ему скромностью, первый свой вальс, написанный в 1906 году, он назвал Nur ein Versuch («Всего лишь попытка»). Затем он написал ещё двадцать танцев (польки, мазурки, рейнландеры) и посвятил этот альбом своей жене Бабетте. Альбом был утрачен, и мы не можем судить, вышел ли Тейке в этой области за рамки «попыток».
Перемена жизни, вызванная болезнью, и приведшая к переезду в Ландсберг, отразилась и в творчестве. Он уже не так плодовит, хотя в этот период и создано несколько хороших маршей. Начало первой мировой войны вызывает небольшой всплеск активности, но последующие трудности существования приводят к тому, что мирная тематика становится преобладающей в его творчестве, и первоначальные воинственные названия некоторых маршей заменяются на миролюбивые, с соответствующей корректировкой музыкального содержимого.
Если говорить о творческой манере Карла Тейке, то она была сосредоточенной и целенаправленной. У Тейке всегда под рукой была нотная тетрадь карманного формата, в которую он сразу же заносил пришедшие в голову мысли в любой обстановке. Когда накапливалось достаточно материала для нового марша, он безошибочно расписывал все партии на бумагу, без предварительного проигрывания.
Большинство маршей Тейке не являются военными, то есть встречными, строевыми или парадными. Они относятся к концертным маршам, чья более свободная форма позволяла ярче выразить те чувства и эмоции, которые послужили поводом или владели им в период их создания. Некоторые из них даже можно назвать своеобразными музыкальными иллюстрациями. Например, марш Graf Zeppelin («Граф Цеппелин», известный также в России как «Воздушный флот»), созданный в 1903 году, создаёт полную иллюзию торжественно шествующего в небе гигантского дирижабля, время от времени корректирующего свой курс мощными моторами.

## Alte Kameraden
В мире существует не так много маршей, которые были бы известны и знамениты на любой широте и долготе. Одним из них и является марш «Alte Kameraden» («Старые друзья» или «Старые товарищи»), созданный Карлом Тейке и сделавший его всемирно известным.
Об обстоятельствах создания этого марша до сих пор нет единого мнения. Достоверным можно считать только то, что он был создан в период с 1886 по 1889 год, когда начальником Тейке был Эльт, так как с именем последнего связан известный эпизод. Тейке принёс Эльту новый марш, ещё не имевший названия, чтобы узнать его мнение. Тот, просмотрев и промурлыкав основную мелодию и некоторые партии, сказал: «У нас уже достаточно маршей, бросьте это в печку…» Некоторые полагают, что этот эпизод положил конец желанию Тейке стать военным капельмейстером и вынудил его уйти с военной службы. Существует также довольно устойчивое мнение, что своё название марш получил в результате прощальной вечеринки, устроенной Тейке по поводу увольнения с военной службы, на которую он и пригласил своих «старых друзей-товарищей».
Несмотря на «компетентное» мнение Эльта, марш начал полуподпольно распространяться в Ульмском гарнизоне. Заметив это, Тейке продал авторские права на марш издателю из Штеттина Фрицу Мёрике (нем. Fritz Mörike) за двадцать золотых марок. Согласно последним исследованиям, проведённым Гансом Аренсом (нем. Hans Ahrens) и Клаусом Гезирихом (нем. Klaus Gesierich), первое публичное исполнение марша состоялось в 1895 году в потсдамском районе Nowawes оркестром под управлением Фрица Кёлера (нем. Fritz Köhler) при непосредственном участии автора.
Вполне естественно, что популярная и легко запоминающаяся мелодия, не могла остаться без слов. К маршу было написано столько текстов, что это стало предметом одной из диссертаций. Диапазон их весьма широк: от заместителя олимпийского гимна до шутливо-ироничной песни (в Швеции), прославляющей качества некоего алкогольного напитка.

## Международная известность Тейке при жизни
Имя Карла Тейке стало известно за пределами Германии ещё при его жизни. Так, ещё в начале века в бельгийской газете «Le petit Bleur du matin» была опубликована заметка о «музыкальном» полицейском из Потсдама.
В 1914 году Тейке получил из Нью-Йорка благодарственное письмо с большой фотографией, к которому была проложена просьба написать марш для оркестра нью-йоркской полиции. Тейке, сам много лет прослужив в полиции, охотно выполнил её, написав марш «The Blue Police». Следы марша затерялись.
Незадолго до своей смерти Тейке получил «взрывоопасный» заказ из Франции — написать несколько маршей для французской армии. Резко ухудшившееся состояние здоровья и последующая смерть не позволили выполнить его.

## Дополнительные ссылки
- Страница о Карле Тейке с перечнем маршей на marchdb.net
- Страница о Карле Тейке на сайте российских любителей военной музыки